# Pennisetum schweinfurthii
Pennisetum schweinfurthii là một loài thực vật có hoa trong họ Hòa thảo. Loài này được Pilg. mô tả khoa học đầu tiên năm 1901.